# Америчка историја икс
Америчка историја икс (енгл. American History X) је амерички филм из 1998. године, режисера Тонија Кеја и сценаристе Дејвида Макене. Главне улоге играју: Едвард Нортон и Едвард Ферлонг, док споредне улоге играју: Беверли Д'Анџело, Стејси Кич, Итан Супли, Ејвери Брукс и Феруза Балк.

## Радња
Дени је интелигентни тинејџер који се написавши пропагандни есеј о Хитлеру нађе у проблемима у школи; управник Свини, црнац, му задаје да напише есеј о брату, за којег сматра да му је узор, или ће бити избачен из школе. Дениев брат Дерек је локални неонацистички јунак који је исти тај дан изашао из затвора након што је тамо провео три године због убиства двојице црнаца. Кроз филм се у облику успомена приказује Дерекова прошлост: након што му је оца, ватрогасца, на дужности убио црни криминалац, интелигентан и обећавајући младић, окренуо се нацизму и расизму. Уз подршку локалног неонацистичког пропагандиста Камерона Александера, својом харизмом успио је окупити банду скинхедса која се упуштала у насилне обрачуне са непожељним сусједима. Његова агресивност и мржња почеле су нарушавати и породични живот, посебно однос са сестром и мајком које не деле његове идеје.
Једне вечери скуп црнаца покуша украсти Дереков аутомобил због чега се он сукобљава са њима и убија двојицу нападача. Будући да је једног убио непотребно, и на врло бруталан начин, осуђен је на затворску казну. У затвору се нађу у пријетећој околини будући да су већина затвореника црнци, а Дерек има истакнуту тетовирани кукасти крст. Заштиту му пружа затворска неонацистичка заједница, али Дерек убрзо увиђа да су они непринципијелни лицемери те се понашају као црначке банде које презире. Из сукоба са вођом извлачи краћи крај и убрзо се нађе у незгодном положају оставши без њихове заштите. Помаже му црни колега са којим ради у затворској праоници и са којим се поступно спријатељује. Дерек постаје несигуран, његов уверења постају потресена, а касније их потпуно напушта сусревши се поновно са Свинијем, својим некадашњим професором који му нуди помоћ.
Изашавши из затвора жели поправити властите грешке из прошлости и уредити нарушене односе унутар породице. Међутим, Дени је под утицајем Камерона кренуо његовим стопама, а локални неонацисти Дерека и даље сматрају јунаком. На неонацистичкој забави посвађа се са Камероном и старим друговима, а Денија својим затворским искуством уверава да напусти расизам и мржњу. Помиривши се са породицом Дерек планира будућност, обећава и помоћи Синију око антинацистичког активизма. Дени такође пише есеј у којем рашчишћава саа прошлошћу и сутрадан га односи у школу, али дан раније се у школи завадио са чланом банде, црнцем, који га дочека и убије. Дерек очајава над његовим мртвим телом, а филм завршава цитатом из Линколновог говора који позива на заједништво раса.

## Глумци
| Глумац                | Улога              |
| --------------------- | ------------------ |
| Едвард Нортон         | Дерек Винјард      |
| Едвард Ферлонг        | Дени Винјард       |
| Беверли Д'Анџело      | Дорис Винјард      |
| Ејвери Брукс          | др Боб Свини       |
| Џенифер Лин           | Давина Винјард     |
| Итан Супли            | Сет Рајан          |
| Стејси Кич            | Камерон Александар |
| Феруза Балк           | Стејси             |
| Елиот Гулд            | Мари               |
| Гај Тори              | Ламонт             |
| Вилијам Рас           | Денис Винјард      |
| Џозеф Кортезе         | Расмусен           |
| Џејсон Боуз Смит      | Литл Хенри         |
| Антонио Дејвид Лајонс | Лоренс             |
| Алекс Сол             | Мич Макормик       |

## Локације снимања филма
- Џонијева продавница кафе - Булевар Вилшир бр. 6101, Ферфакс (Калифорнија), Лос Анђелес (САД)
- Лос Анђелес (Калифорнија, САД)
- Гимназија Венис - Булевар Венис 13000, Венис, Лос Анђелес (САД)

## Зарада
- Зарада у САД - 6.719.864 $
- Зарада у иностранству - 17.155.263 $
- Зарада у свету - 23.875.127 $